# Lingua tem
La lingua tem o temba o kotokoli o cotocoli è una lingua gur parlata da circa 340.000 persone in Togo, Ghana e Benin.

## Sistema di scrittura
| Alfabeto  | Alfabeto | Alfabeto | Alfabeto | Alfabeto | Alfabeto | Alfabeto | Alfabeto | Alfabeto | Alfabeto | Alfabeto | Alfabeto | Alfabeto | Alfabeto | Alfabeto | Alfabeto | Alfabeto | Alfabeto | Alfabeto | Alfabeto | Alfabeto | Alfabeto | Alfabeto | Alfabeto | Alfabeto | Alfabeto | Alfabeto | Alfabeto | Alfabeto | Alfabeto | Alfabeto | Alfabeto | Alfabeto | Alfabeto | Alfabeto |
| --------- | -------- | -------- | -------- | -------- | -------- | -------- | -------- | -------- | -------- | -------- | -------- | -------- | -------- | -------- | -------- | -------- | -------- | -------- | -------- | -------- | -------- | -------- | -------- | -------- | -------- | -------- | -------- | -------- | -------- | -------- | -------- | -------- | -------- | -------- |
| Maiuscolo | A        | B        | C        | D        | Ɖ        | E        | Ɛ        | F        | G        | Gb       | H        | I        | Ɩ        | J        | K        | Kp       | L        | M        | N        | Ny       | Ŋ        | Ŋm       | O        | Ɔ        | P        | R        | S        | T        | U        | Ʊ        | V        | W        | Y        | Z        |
| Minuscolo | a        | b        | c        | d        | ɖ        | e        | ɛ        | f        | g        | gb       | h        | i        | ɩ        | j        | k        | kp       | l        | m        | n        | ny       | ŋ        | ŋm       | o        | ɔ        | p        | r        | s        | t        | u        | ʊ        | v        | w        | y        | z        |